# Fredlanea hiekei
Fredlanea hiekei là một loài bọ cánh cứng trong họ Cerambycidae.